# Montceaux-lès-Provins
Montceaux-lès-Provins település Franciaországban, Seine-et-Marne megyében. Lakosainak száma 321 fő (2022. január 1.). Montceaux-lès-Provins Saint-Martin-du-Boschet, Sancy-lès-Provins, Villiers-Saint-Georges, Courgivaux és Saint-Bon községekkel határos.

## Népesség
A település népességének változása:
| Lakosok száma | 343  | 341  | 336  | 330  | 324  | 323  | 322  | 322  | 321  |
|               | 2013 | 2015 | 2016 | 2017 | 2018 | 2019 | 2020 | 2021 | 2022 |